# Vivian Beaumont Theatre

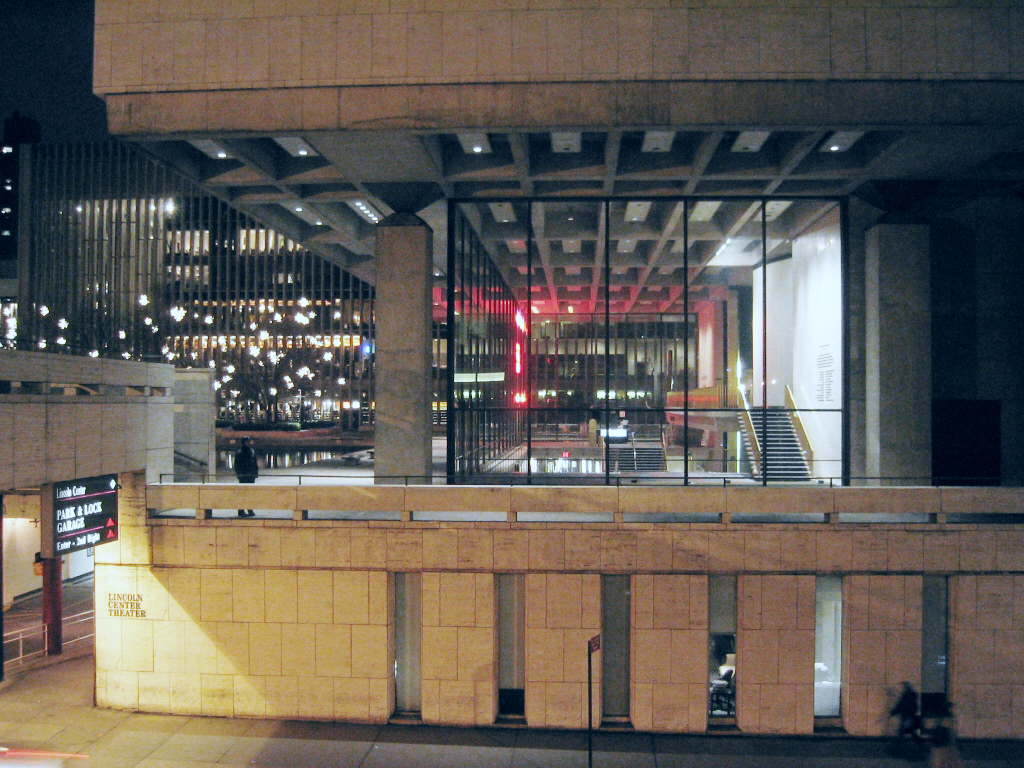
Het Vivian Beaumont Theatre

Het Vivian Beaumont Theatre is een theatergebouw in het Lincoln Center in de Amerikaanse stad New York. Het gebouw is ontworpen door de gerenommeerde Finse architect Eero Saarinen. De twee theaters in het gebouw, het Vivian Beaumont Theatre en het Mitzi E. Newhouse Theater zijn ontworpen door Jo Mielziner. Hoewel het werd gebouwd voor voorstellingen als op Broadway, verschilt het van traditionele theaters door zijn vorm van een amfitheater en open toneel. Het wordt gezien als een tamelijk groot theater voor dramavoorstellingen en als middelgroot theater voor musicals. Het is het enige Broadway theater dat niet in het Theater District, nabij Times Square, ligt.
Het theater is vernoemd naar Vivian Beaumont Allen, een voormalig actrice en erfgename van het May Department Stores fortuin, Zij doneerde drie miljoen dollar voor een gebouw waar dramavoorstellingen gegeven konden worden in het Lincoln Center. Allen overleed in 1962 en na meerdere vertragingen opende het theater in oktober 1965. Sinds 1985 wordt het Beaumont door het Lincoln Center Theater gerund. Sinds de opening is het meerdere keren gerenoveerd om de akoestiek en technische faciliteiten te verbeteren.